# Spilogona puberula
Spilogona puberula este o specie de muște din genul Spilogona, familia Muscidae. A fost descrisă pentru prima dată de Ringdahl în anul 1918. Conform Catalogue of Life specia Spilogona puberula nu are subspecii cunoscute.